# 蒙巴藏
蒙巴藏（法語：Montbazens，法語發音：[mɔ̃bazɛ̃]）是法国阿韦龙省的一个市镇，位于该省西北部，属于鲁埃格自由城区。

## 地理
蒙巴藏（44°28'36"N, 2°13'44"E）面积17.48 平方千米，位于法国奧克西塔尼大區阿韦龙省，该省份为法国南部内陆省份，位于法國中央高原南部，北起顺时针与康塔爾省、洛泽尔省、加尔省、埃罗省、塔恩省、塔恩-加龙省和洛特省接壤。
与蒙巴藏接壤的市镇（或旧市镇、城区）包括：加尔冈、吕冈、鲁瑟纳克、瓦尔泽格、沃雷耶。
蒙巴藏的时区为UTC+01:00、UTC+02:00（夏令时）。

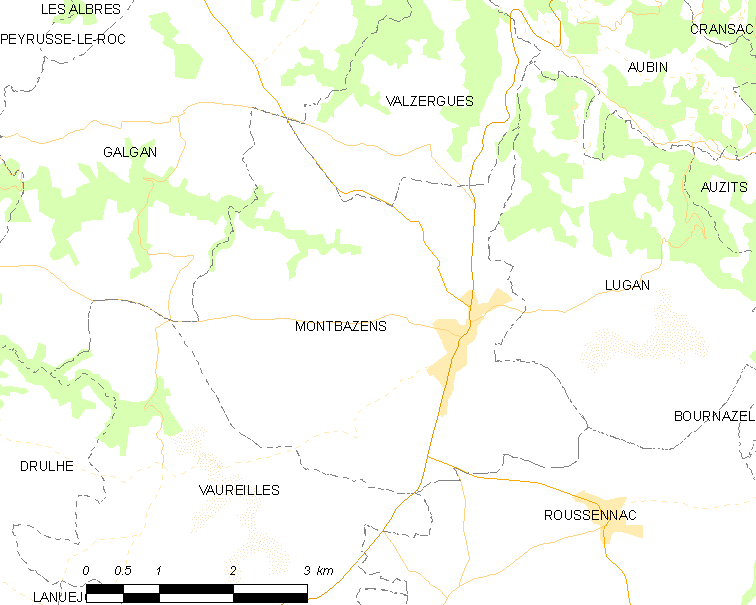
蒙巴藏的OSM定位图

## 行政
蒙巴藏的邮政编码为12220，INSEE市镇编码为12148。

## 政治
蒙巴藏所属的省级选区为洛特-蒙巴济努瓦县。

## 交通
阿韦龙省省道D5线、D76线、D87线和D994线在市中心交汇。

## 人口

1962-2008年间蒙巴藏人口变化图示

蒙巴藏于2022年1月1日时的人口数量为1444人。